# Dobbeltkontrakten
Begrebet dobbeltkontrakt blev introduceret af litteraturkritikeren og forfatteren Poul Behrendt,  som et produkt i vores moderne mediebillede. Førhen var litteraturen fokuseret om en tydelig skelnen mellem fiktion og fakta, hvor man indretter sin læsning efter, hvilken genre man læser. Der var her en upålidelig fortæller, men samtidig kunne man forvente en pålidelig forfatter, hvilket gjorde, at genren lå fast fra start. I dag må læseren acceptere, at der er en dobbeltkontrakt, hvor skellet mellem fakta og fiktion er blevet udvisket. Her er der en reflekteret upålidelighed hos den implicitte forfatter, idet man ikke længere kan skelne klart mellem fakta og fiktion. 
Denne type litteratur kan skabe problemer hos læseren, idet denne indretter sin læsning efter tekstens genre, der sker dermed et læserbedrag. Ifølge Behrendt er læserbedraget en del af værkets æstetik og bidrager til, at der skabes nye muligheder. Med denne sammenblanding af genre, er man derfor nu nødt til at tage højde for tekstens ydre kontekst, som fx forfatterens baggrund, for at kunne læse teksten fyldestgørende.
Denne type litteratur er kommet på baggrund af nutidens mediebillede, hvor det netop er svært at afkode om det er fakta eller fiktion. Herved opstår en stræben efter det autentiske, som medvirker til, at det bliver sværere for fiktionen at bryde igennem mediebilledet. Dermed er litteraturen i dag præget af en autofiktion, hvor der sker en blanding af selvbiografi og fiktion.